# Heinrich Klingmann
Heinrich Klingmann ist ein deutscher Musikdidaktiker und Perkussionist.

## Leben
Klingmann studierte  an der PH Heidelberg  Lehramt an Grund- und Hauptschulen mit den Hauptfächern MÄG (musisch-ästhetischer Gegenstandsbereich), Deutsch und Anfangsunterricht (1. Staatsexamen 1993), anschließend an der Hochschule für Musik Mannheim Jazz und Popularmusik mit dem Hauptfach Perkussion. Dort hatte er Unterricht bei Freddie Santiago, Jose Cortijo, Keith Copeland und Tom van der Geld.  Nach dem Diplom 1997 und dem Referendariat an der Vogelstang Grundschule und an der Geschwister Scholl Haupt-/Werkrealschule in Mannheim (2. Staatsexamen) war er von 2000 bis 2001 Musiklehrer am Institut für berufliche Aus- und Weiterbildung F + U GmbH Heidelberg in den Ausbildungsgängen Jugend- und Heimerzieher und Heilerziehungspfleger. Nach der Promotion 2009 zum Dr. phil. an der Hochschule für Musik Mannheim (Erstgutachter: Werner Jank, Zweitgutachter: Volker Schütz) ist er seit 2015 Professor für Musikdidaktik mit besonderer Berücksichtigung von Inklusion an der Universität Paderborn.
Seine Arbeitsschwerpunkte sind inter-/transkulturelle Musikpädagogik, Musikpädagogik und Inklusion, kulturwissenschaftlich orientierte Musikpädagogik, musikalische Bildung, Didaktik der Popmusik und Rhythmus-/Grooveforschung.

## Schriften (Auswahl)
- Groove – Kultur – Unterricht. Studien zur pädagogischen Erschließung einer musikkulturellen Praktik. Bielefeld 2010, ISBN 978-3-8376-1354-4.